# Igreja Paroquial de Alvor
A Igreja Paroquial de Alvor é um monumento religioso na localidade de Alvor, na região do Algarve, em Portugal. Foi construída no século XVI. Os pórticos principal e lateral, no estilo manuelino, foram classificados como Imóvel de Interesse Público em 1948. Anexa à igreja encontra-se um morabito, que foi protegido como Imóvel de Interesse Público em 1978.

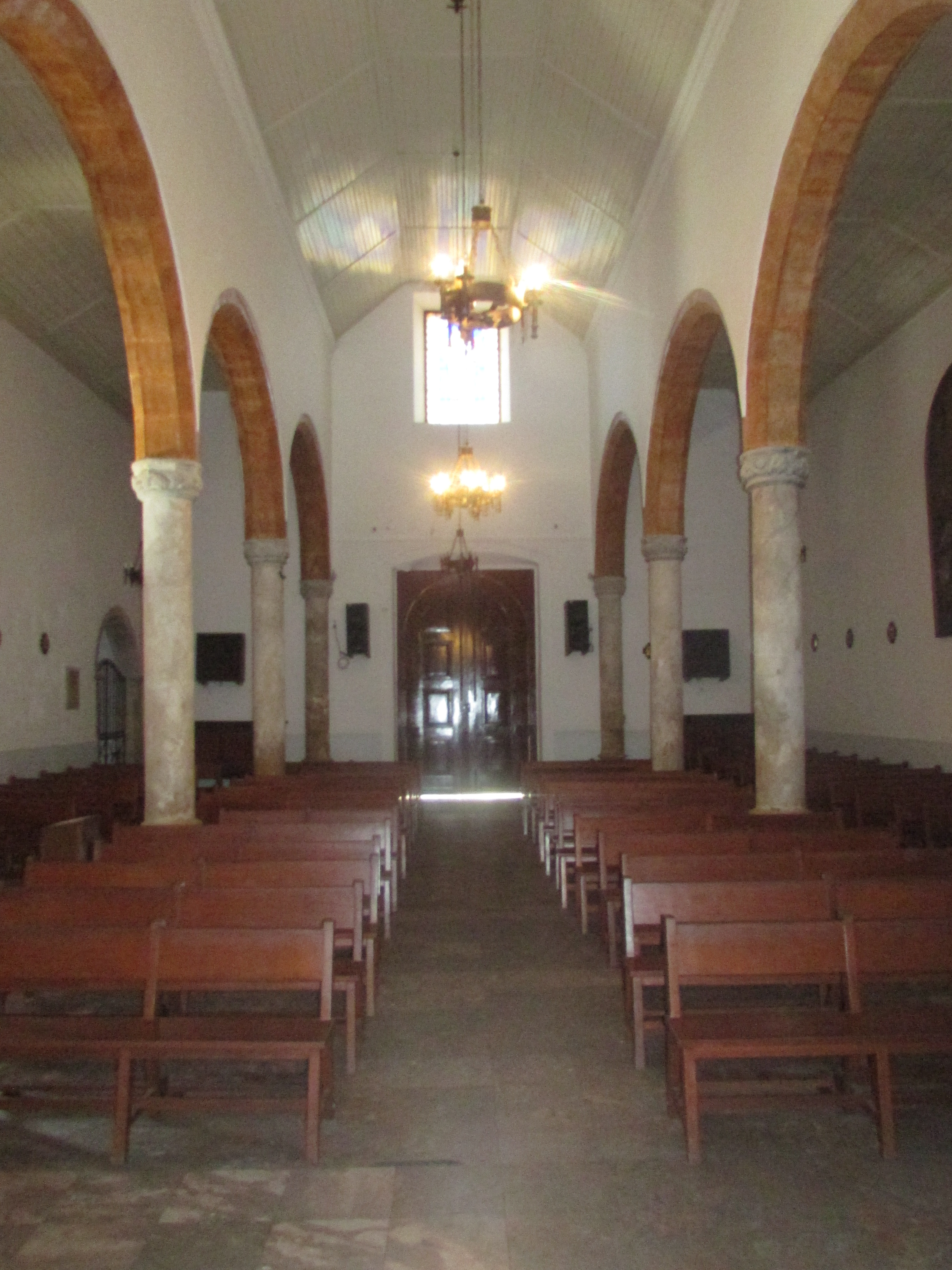
Interior da igreja, vendo-se as três naves divididas por arcaria.

## Descrição
A igreja situa-se no área mais elevada de Alvor, estando a fachada principal virada para poente, em linha com o antigo núcleo urbano da povoação, conhecido como Vila Velha. É considerada como um dos principais símbolos da vila de Alvor, testemunhando a devoção dos seus habitantes, tradicionalmente ligados à pesca, contra os perigos do mar. Os portais principal e lateral da igreja estão protegidos como Imóvel de Interesse Público, tal como o morabito.
É considerada como um dos principais exemplares do estilo manuelino na região do Algarve, podendo ser integrado num grupo sub-regional de monumentos manuelinos na região, que inclui igualmente as igrejas paroquiais de Estômbar e Odiáxere. O elemento mais importante na igreja é o portal principal, também no estilo manuelino, mostrando já influências renascentistas, e que está profusamente ornamentado com motivos vegetalistas e antropomórficos, incluindo figuras humanas e animais, folhas, maçarocas, flores e troncos de árvores, cenas militares e símbolos religiosos. Foi considerado pelo investigador Pedro Dias como «o mais belo e também o mais complexo de quantos se conservam no Algarve», na sua obra A Arquitectura Manuelina no Algarve, de 1988. É dedicada ao Divino Salvador.
O interior está organizado em três naves com quatro tramos, sem transepto, e uma cabeceira tripla. As naves são divididas por arcaria de volta perfeita sobre colunas, cujos capitéis apresentam uma rica decoração escultórica, retratando seres fantásticos, caras masculinas, cachos de uvas e folhas, entre outros motivos. A cobertura da nave é em madeira. No interior da igreja existem igualmente seis altares e várias capelas, onde se encontram imagens do Senhor Jesus de Alvor e da Nossa Senhora da Boa Viagem, de grande riqueza estética. A imagem do Senhor Jesus tem um especial significado local, pois segundo uma lenda teria dado à costa perto de Alvor, tendo sido colocada no altar pelos pescadores. Destaca-se igualmente o revestimento da capela-mor, em azulejos policrómicos setecentistas. No interior destaca-se igualmente uma tela setecentista, atribuída ao pintor Joaquim Rasquinho, e os azulejos na capela-mor.
Anexo à face setentrional da igreja encontra-se um morabito, instalado numa das capelas laterais, tendo acesso pela sacristia. É um dos três morabitos em Alvor, sendo os outros de São João e São Pedro.

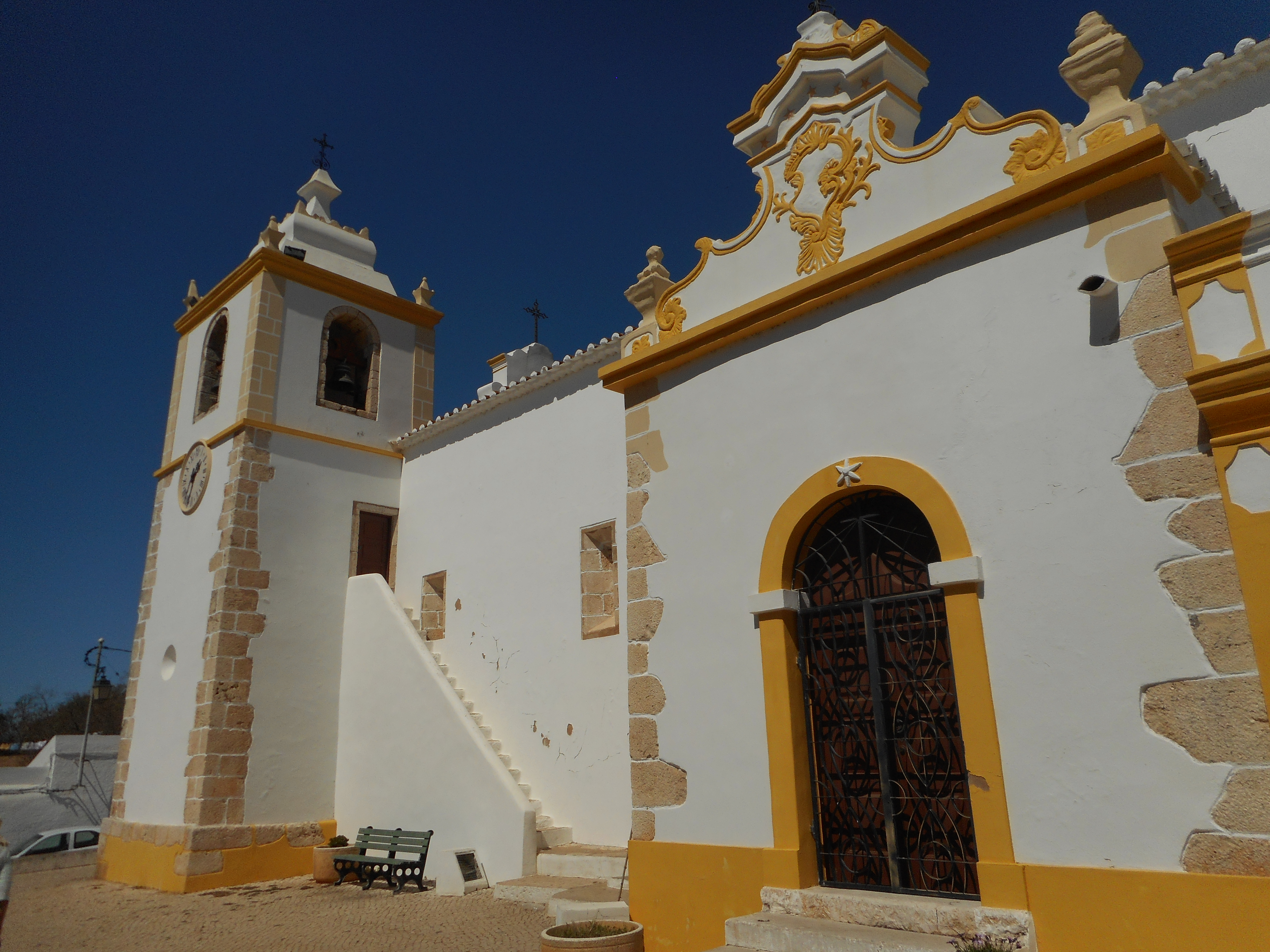
Fachada lateral, vendo-se a torre sineira e o corpo da antiga capela de Nossa Senhora do Verde.

## História
O morabito é muito mais antigo do que a igreja em si, remontando provavelmente ao período islâmico, podendo ter sido um santuário muçulmano cristianizado.
A igreja foi construída por ordem do rei D. Manuel, nos principios do seu reinado, que pretendia desta forma recordar a memória do seu pai, D. João II, que faleceu em Alvor, no ano de 1495. Além da construção da igreja, o monarca também promoveu Alvor à categoria de vila. As obras iniciaram-se em 1496, e foram concluídas na década de 1520. No interior da igreja foi encontrada uma pedra tumular datada de 1517, que poderá ter vindo de outro templo. Segundo o investigador Manuel da Luz, pode ser integrada num conjunto de igrejas consagradas ao Divino Salvador construídas nos princípios do século XVI, que terão sido construídas no âmbito das comemorações do milénio do nascimento de Cristo, que então se celebrava. O morabito foi aproveitado como parte do programa construtivo da igreja, passando a funcionar como uma das capelas desta. Foi muito danificada pelo Sismo de 1755, principalmente na torre sineira, tendo sido depois alvo de obras de restauro. Também no século XVIII foram instalados os azulejos na capela-mor.
Os portais principal e lateral da igreja foram classificados como Imóvel de Interesse Público em 29 de Setembro de 1948, enquanto que o morabito recebeu a mesma classificação em 17 de Agosto de 1978. Na década de 1970 o monumento foi alvo de grandes obras de restauro, que incidiram igualmente sobre os retábulos. Porém, estes trabalhos levaram à demolição de alguns elementos, como o coro-alto, que remontavam ao período barroco ou já se integravam no rococó. Em 1977 foi fixada a zona de especial protecção da igreja.
Na época contemporânea, a igreja está a ser ameaçada pela forte expansão urbana, com a ocultação da fachada setentrional, principalmente o antigo morabito islâmico. Em 2015, a paróquia de Alvor lançou um programa de angariação de fundos, para financiar o restauro do retábulo e do altar-mor da igreja, que se encontravam em más condições de conservação.

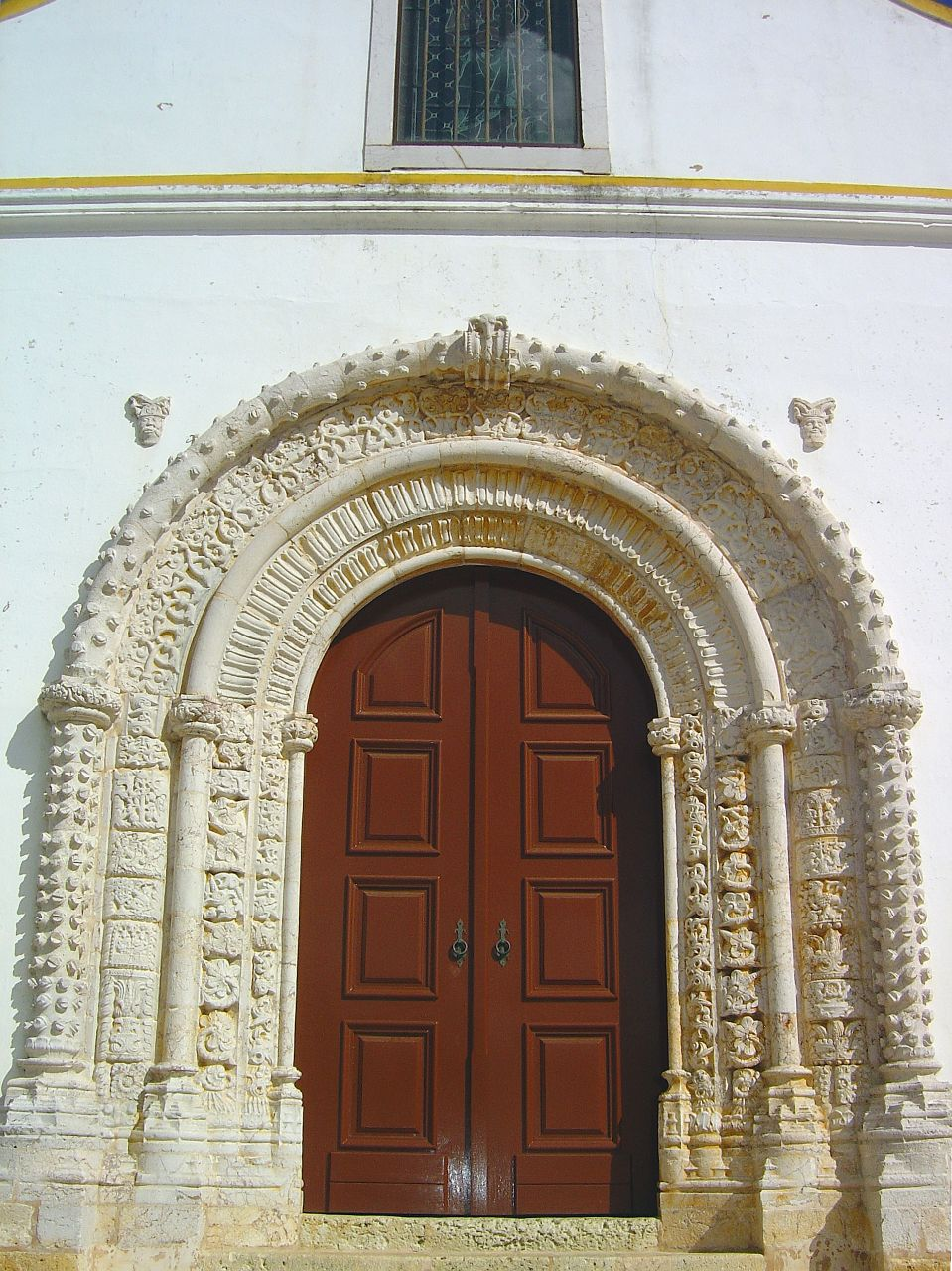
Pórtico principal da igreja.